# Дудин, Михаил Николаевич
Михаил Николаевич Дудин (13 [26] января 1910, Свислочь, Гродненская губерния — 10 июня 2003, Москва, Московская область) — советский и российский военный инженер, архитектор.

## Биография
Родился 13 (26) января 1910 года в городе Свислочь Гродненской губернии.
В 1934 году М. Н. Дудин окончил Ленинградский институт инженеров коммунального строительства по специальности «архитектор». Был направлен на работу в Ташкент, где работал архитектором в Узжилкомпрогоре. В 1935 году вступил в Союз архитекторов СССР.
В 1936 году М. Н. Дудин переведён в Ташгорисполком на должность руководителя сектора планировки архитектурно-планировочного управления. В 1937 году утверждён главным архитектором города Ташкент. Работал в составе авторского коллектива над генеральным планом города, принимал участие в разработках проектов детальной планировки районов и площадей города, проектировал Парк культуры и отдыха в районе Беш-Аюч, руководил строительством парка, состоял в научно-техническом совете и по совместительству обучал студентов архитектурным дисциплинам в институте. В результате своей деятельности в Ташкенте был награждён Почётной грамотой Верховного Совета Узбекской ССР.
В 1941 году, из-за начавшейся Великой Отечественной войны, М. Н. Дудин ушёл на фронт. Был направлен на курсы при Военно-инженерной академии имени В. В. Куйбышева. В 1942 году М. Н. Дудину присвоено звание старший лейтенант. Аттестован начальником инженерной службы стрелковой дивизии, после чего направлен руководить строительством оборонительных рубежей.
В 1945 году назначен начальником цеха Московского завода № 4. 15 января 1946 года по решению Управления по делам архитектуры при Совете министров РСФСР назначен главным архитектором города Магнитогорск. В том же году, согласно приказу Народного комиссариата чёрной металлургии, в Магнитогорске организована архитектурно-планировочная мастерская при управлении главного архитектора города М. Н. Дудина. По просьбе служителей Никольской церкви разработал проект её реконструкции.
В 1947 году Совет министров РСФСР утвердил генеральный план Магнитогорска. Авторами его стали архитекторы: М. Белый, А. Дубинин, М. Дудин, Ю. Киловатов, М. Морозов, А. Сорокин, М. Соколов и А. Тидерман. В этом же году М. Н. Дудин был избран депутатом городского совета и оставался им в течение трёх созывов. В конце 1947 года по его инициативе Управление по делам архитектуры РСФСР объявило закрытый конкурс на разработку архитектуры центральной части правобережного района города.
С 1950 года в своей архитектурно-планировочной мастерской М. Н. Дудин разрабатывал проект комплекса Индустриального техникума, в состав которого вошли учебные и лабораторные корпуса, мастерские и гаражи, жилые дома для преподавателей и общежития для студентов.
В 1952 году за добросовестную организационно-творческую работу по переводу проектных и строительных организаций Магнитогорска на индустриальную базу М. Н. Дудин награждается орденом «Знак Почёта».
В 1953 году им осуществляется проект реконструкции Театральной площади на левом берегу реки Урал, Драматического театра имени А. С. Пушкина, проект жилых домов, расположенных вдоль северной стороны улицы Ленинградская. Вся деятельность М. Н. Дудина проходила в тесном научном контакте с академиками и членами-корреспондентами Государственной академии архитектуры СССР, что позволяло архитектурной среде Магнитогорска быть на высоком уровне новейших научных достижений.
М. Н. Дудин проработал в Магнитогорске до конца 1953 года, когда его перевели в город Челябинск для исполнения обязанностей начальника областного отдела по строительству и архитектуре, где он оставался до 1957 года. В 1954 году избран членом Правления Союза архитекторов СССР и членом редколлегии журнала «Архитектура СССР».
В 1957—1959 годах — руководитель УралНИИстромпроекта. В апреле 1957 года избран членом-корреспондентом Академии строительства и архитектуры СССР и до 1960 года работал в Уральском филиале Академии архитектуры и строительства СССР.
В 1960 году М. Н. Дудин переехал в Москву, где работал до 1961 года в Госстрое РСФСР начальником отдела планировки и застройки городов, будучи членом Комитета Госстроя РСФСР. С 1961 по 1974 год М. Н. Дудин работал в Госплане СССР.
C 1974 по 1987 год занимался научной деятельностью в институте «Союзгипроводхоз».
В 1974—1975 годах принимал участие в реконструкции Павильона № 36 на ВДНХ.
Умер в Москве 10 июня 2003 года. Похоронен в селе Рождественно Мытищинского района Московской области, рядом с супругой.

## Семья
Дочь от первого брака — Дудина Алла Михайловна (в замужестве Фарсиян).
Второй брак — Галина Александровна Пороховщикова (22 февраля 1921 — 12 сентября 1997), внучка А. А. Пороховщикова, мать актёра Александра Пороховщикова (31 января 1939 — 15 апреля 2012), которого с малых лет воспитывал М. Н. Дудин и который считал его своим отцом.
Отец — Николай Сергеевич Дудин, преподаватель Строгановского училища, родился в г. Курске примерно в 1880 г. — младший сын курского мещанина Сергея Дудина. Сестра — Лидия Сергеевна Дудина (Егорова в браке) 1874 г. рождения.